# ファクシミリ通信網
ファクシミリ通信網（ファックスつうしんもう）とは、パケット通信網でファクシミリを伝送する、NTTコミュニケーションズの電気通信役務の約款上の名称である。2013年現在の商標は、BizFAX スマートキャストである。
蓄積交換であることを生かして、一斉同報通信・不達時再送信などの機能がある。

## BizFAX スマートキャスト
BizFAX スマートキャストは、IP通信網を利用したファクシミリ伝送サービスである。日本国外のファクシミリ端末への送信・電子メールと電話網に接続されたファクシミリとの相互通信も可能である。
FAX接続型・インターネット接続型は、NTT東西の加入電話・ISDN、NTTコミュニケーションズの「ひかりライン（Arcstarダイレクト）」の1つの契約者電話番号につき1つの契約が可能で、固定電話と同じ請求書で料金を支払う（i・ナンバー・ダイヤルイン追加番号を発信者番号として通知可能であるが、親番号と重複契約は不可能）。
- B4、A4/ページの日本国内あて通信料金（税込み円） : 昼間 26.25、夜間・土日祝日 19.95
- グループ指定通信 : 送信したい宛先のリストをあらかじめ登録することにより、リスト番号を指定して1000箇所まで一斉送信可能。月額105円。
- 宛先ファイル同報 : インターネット接続型・専用線接続型でメールの添付テキストファイルとして宛先を指定し、複数宛先へ一斉送信するもの。
- 宛名を付加しての送信も可能。
- 着信課金機能 : 月額210円。NTT東・西の加入電話・ISDN、NTTコミュニケーションズの「ひかりライン（Arcstarダイレクト）」からのみ着信可能。
- 配送結果通知 : 初期設定は通知なし。通知も可能。
- 送信開始時刻を指定可。
- 配送遅延 : 3時間以内
- 不達時再送信 : 2分間隔で15回

その他の付加サービス
- ファクシミリ案内サービス
- 情報提供者（IP）課金サービス
- フリーダイヤル着信 : フリーダイヤルへの発信可能な全ての電話網からの着信課金が可能になる。

### FAX接続型
NTT東・西の加入電話・ISDN、NTTコミュニケーションズの「ひかりライン（Arcstarダイレクト）」に接続された、ファクシミリを利用するもの。G3ファクシミリ機能のみ使用可能。
送信操作
- 一ヵ所への送信 : 003502 送信先電話番号
- 電話番号指定同報 : 003501 #213電話番号*...*電話番号##

### インターネット接続型
BizFAX スマートキャストのSMTPの電子メールサーバにインターネットで接続し、電話網に接続されたファクシミリ端末と相互通信を行うもの。 メールで受信する場合、送信元電話網接続のファクシミリ端末が、BizFAX スマートキャストを契約、またはメール側でBizFAX スマートキャストの着信課金機能の契約が必要である。

### 専用線接続型
BizFAX スマートキャストのアクセスポイントとIP専用線で接続されたLANのSMTPの電子メールサーバを利用して、電話網に接続されたファクシミリ端末と相互通信を行うもの。
BizFAX スマートキャストからプライベートIPアドレス及び専用のメールアドレスを取得する必要がある。 アクセスポイントは東京・名古屋・大阪の3箇所。
専用線とあわせて料金を支払う。

## Fネット
B4、A4/ページの日本国内あて通信料金（夜間）（税込み円）
| 標準モード | 高品質モード |
| ---------- | ------------ |
| 42(26.25)  | 57.75(36.75) |

- 配送結果通知 個別に指定（5.25円/回）
- グループ指定通信月額使用料 105～2940円
- 配送遅延 : 1時間以内
- 不達時再送信 : 2分間隔で5回（変更可能）

その他機能
- 夜間配送指定

送信操作
- FAX接続型一ヵ所への送信 161 電話番号
- 電話番号指定同報 162 #213電話番号*...*電話番号#

## 略歴
- 1981年 : 日本電信電話公社がFネットの名称でサービス開始。
- 1997年9月1日 : G4ファイル転送・時刻送達指定のサービス開始。
- 1998年 : テガルスの名称でIP専用線接続、電子メールから電話網接続のファクシミリ端末へ・電話網接続のファクシミリ端末から電子メールへの送信サービス開始。
- 1999年7月1日 : NTT分割により、NTTコミュニケーションズのサービスとなる。同時に、NTT東西以外の特定協定事業者の電話網への着信と、着信者課金による特定協定事業者網からの発信とが可能となった（ファクシミリ通信網への発信者課金による発信が可能な協定も可能であるが、NTT東西以外は締結していない）。
- 2000年7月 : Arcstar InternetFAXの名称とし、日本国外のファクシミリ端末への送信サービス開始。
- 2002年 : 内部網をIP化。
- 2012年12月1日 : BizFAX スマートキャストの名称とし、フリーダイヤル着信サービス開始[1]。